# Pescasseroli
Pescasseroli – miejscowość i gmina we Włoszech, w regionie Abruzja, w prowincji L’Aquila.
Według danych na rok 2004 gminę zamieszkiwały 2124 osoby, 23,1 os./km².
W Pescasseroli urodził się włoski filozof Benedetto Croce.